# Hát xà nớt
Hát xà nớt là một làn điệu của dân tộc Vân Kiều, nó thường được dùng để lứa đôi tìm hiểu nhau, đối đáp qua lại giữa người con trai và con gái. Thường được hát đệm bằng Khèn khui. Làn điệu này khá khó học ngay cả với người Vân Kiều, nó đòi hỏi phải luyện tập công phu về âm thanh trong nhiều năm. Hiện tại làn điệu này đang mai một dần vì âm nhạc phương Tây